# Daniel K. Inouye Solar Telescope
Koordinaten: 20° 42′ 24,5″ N, 156° 15′ 22″ W

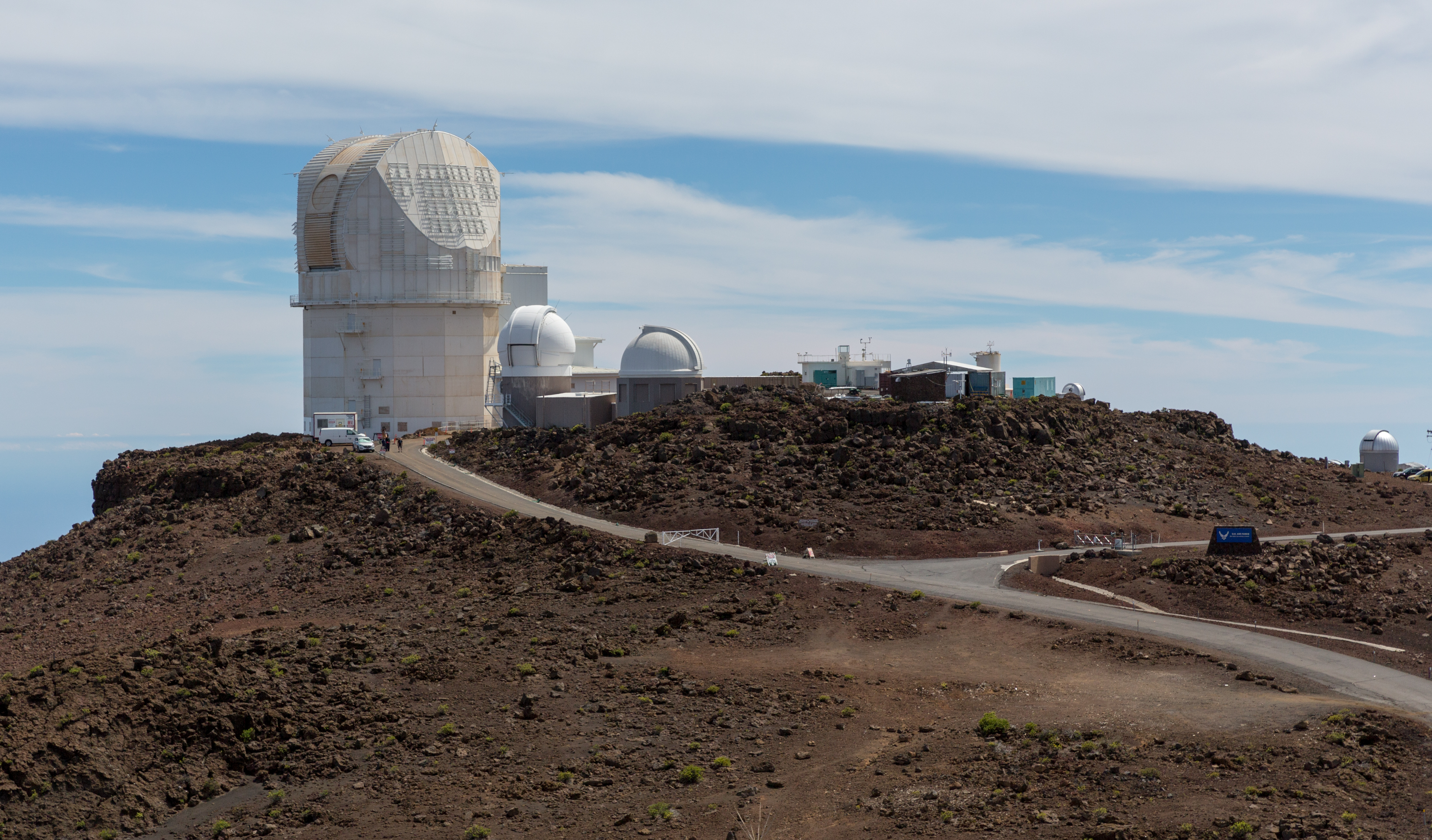
Daniel K. Inouye Solar Telescope auf der linken Seite

Aufnahme der Granulation der Sonnenoberfläche mittels DKIST. Abgebildet ist ein Ausschnitt mit 8.200 km Seitenlänge; Details mit 30 km Größe sind noch erkennbar.

Das Daniel K. Inouye Solar Telescope (DKIST), zuvor Advanced Technology Solar Telescope (ATST), ist ein Sonnenteleskop auf dem Hawaii-Vulkan Haleakala. Es ist mit einer Apertur von 4 m das größte Sonnenobservatorium weltweit und gehört zum US-amerikanischen National Solar Observatory, das auch das McMath-Pierce Solar Telescope und das Dunn Solar Telescope betreibt. Es wurde am 10. und 12. Dezember 2019 erstmals betrieben. Am 23. Februar 2022 wurde nach einer mehrere Jahre dauernden Probephase die erste wissenschaftliche Beobachtung durchgeführt. Es ist benannt nach Daniel K. Inouye, der von 1963 bis zu seinem Tod US-Senator für den Bundesstaat Hawaii war.
Das Teleskop ist ein Spiegelteleskop in einer modifizierten Gregory-Anordnung, bei der die beiden Spiegel jeweils auf Bereiche außerhalb der optischen Achse beschränkt bleiben (Schiefspiegler) und sich so nicht gegenseitig verdecken. Durch die verdeckungsfreie Anordnung wird Streulicht minimiert, wodurch sich insbesondere die vergleichsweise leuchtschwache Sonnenkorona gut beobachten lässt; auch der Einsatz adaptiver Optik und Bildrekonstruktionstechniken wie Speckle-Interferometrie wird vereinfacht. Der Standort des Teleskops wurde auch aufgrund seines guten Seeing ausgewählt, sodass das Teleskop 30 km große Strukturen auf der Sonne auflösen kann.
Baubeginn war bereits 2012, nach über einem Jahrzehnt des Widerstands einiger Umwelt- und hawaiianischer Kulturschutzgruppen, die das Projekt zu verhindern suchten. Die Baugenehmigung wurde 2016 vom Obersten Gericht von Hawaii bestätigt. Ein Jahr zuvor hatte eine Protestgruppe bereits die Straße zum Gipfel blockiert und einen Baukonvoi zur Umkehr gezwungen. 2017 versuchten erneut 100 Demonstranten einen Baukonvoi, der den in Deutschland hergestellten Spiegel transportierte, am Zugang zur Baustelle zu hindern, da der Haleakala in ihrer Kultur seit Jahrhunderten eine heilige Stätte sei und das Teleskop eine Entweihung darstelle.